# Gérard Burkle
Pour les articles homonymes, voir Burkle.
Gérard Burkle, parfois orthographié Gérard Burcklé, est un footballeur français né le 21 novembre 1947 à Strasbourg où il est mort le 29 octobre 2024,. Il joue au poste de défenseur central. 

## Biographie
Gérard Burkle commence sa carrière professionnelle au Racing Club de Strasbourg. Il joue ensuite au FC Sochaux, club avec lequel il découvre la Coupe de l'UEFA.
Gérard Burkle évolue ensuite pendant 3 saisons à l'AS Monaco, avant de terminer sa carrière aux SR Haguenau.
Au total, Gérard Burkle dispute 307 matchs en Division 1, 67 matchs en Division 2, 3 matchs en Coupe des coupes et 2 matchs en Coupe de l'UEFA.